# Chiloconger
Chiloconger – rodzaj ryb promieniopłetwych z podrodziny Bathymyrinae w obrębie rodziny kongerowatych (Congridae).

## Rozmieszczenie geograficzne
Do rodzaju należą gatunki występujące w wodach wschodniego Oceanu Spokojnego (Ch. dentatus) i Morza Południowochińskiego (Ch. philippinensis).

## Morfologia
Długość ciała do 30 cm; brak danych dotyczących masy ciała.

## Systematyka
Rodzaj zdefiniowała w 1941 roku para amerykańskich ichtiologów George Sprague Myers i Charles Bryant Wade, w artykule poświęconym czterem nowym rodzajom i dziesięciu nowym gatunkom węgorzy z wybrzeża Oceanu Spokojnego w tropikalnej części Ameryki, opublikowanym w raporcie z ekspedycji Allana Hancocka po Oceanie Spokojnym w latach 1932–1940. Gatunkiem typowym jest (oryginalne oznaczenie (również monotypowe)) Ch. dentatus.

### Etymologia
Chiloconger: gr. χειλος kheilos, χειλεος kheileos ‘warga, usta’; łac. conger ‘gatunek węgorza morskiego’, od gr. γoγγρος gongros ‘węgorz morski’, od γογγυλος gongulos ‘zaokrąglony’’.

### Podział systematyczny
Do rodzaju należą następujące gatunki:
- Chiloconger dentatus (Garman, 1899)
- Chiloconger philippinensis Smith & Karmovskaya, 2003